# 天紀六
武仙座68，又名BD+33 2864，HD 156633、SAO 65913、HR 6431，是武仙座的一颗恒星，视星等为4.82，位于銀經56.4，銀緯33.14，其B1900.0坐标为赤經17h 13m 37.8s，赤緯+33° 33.14′ 28″。